# Товарна проба
Товарна проба -  характеризує якість гірничої маси, продуктів збагачення мінеральної сировини, палива, відвантажених споживачам. Це може бути, наприклад, вугілля, видобуте в шахті, на розрізі, або концентрат і промпродукт, отримані при збагаченні. Одну товарну пробу відбирають від кожної партії сировини. 
Поняття «партія» означає: маса сировини, яка вироблена і відвантажена споживачам за певний проміжок часу (добу, зміну і т. д.) (ГОСТ 10742-71, ДСТУ 3472-96). 
За наслідками аналізу товарної проби вугілля (зольність, вихід летких речовин, вміст вологи, сірки, показники спікливості) проводять взаємні розрахунки між постачальником і споживачем, тому ці проби називають також товарно-розрахунковими.
Контрольну товарну пробу відбирають у разі потреби для уточнення і перевірки показників, за якими проводять розрахунки при постачанні. Контрольне випробування товарної продукції проводиться постачальником або споживачем, якщо виникають розбіжності або сумніви в правильності результатів аналізу мінеральної сировини. 